# Rama Varma XV
Rama Varma XV (Thrippunithura, gennaio 1852 – Thrissur, gennaio 1932) è stato un principe indiano.
È stato Maharaja di Cochin dal 1895 al 1914.

## Biografia

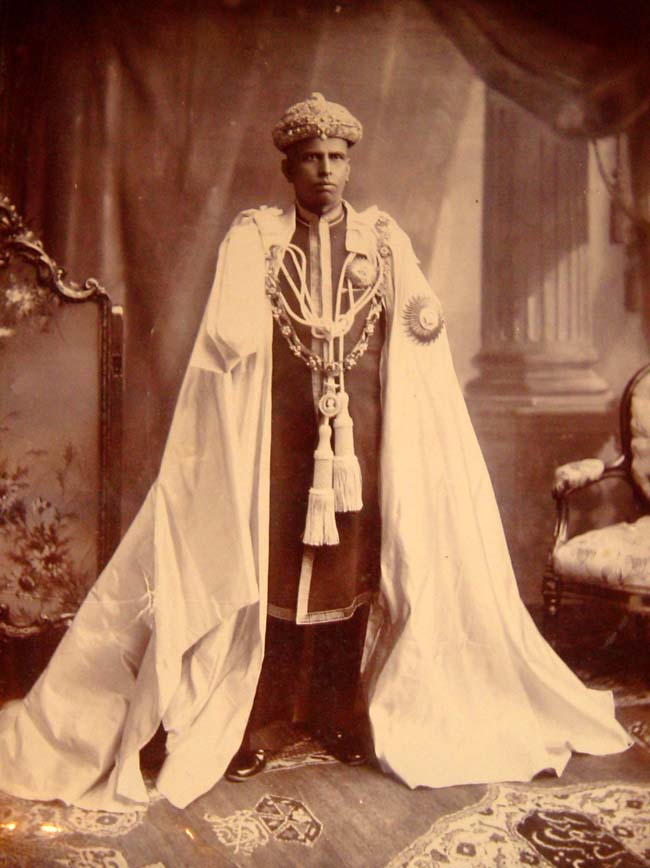
Il maharaja di Cochin al Delhi Durbar del 1903

Rama Varma XV succedette a Kerala Varma V e durante il suo regno avviò delle riforme, in particolare per quanto riguardava il sistema fiscale, e introdusse il primo sistema ferroviario. Si guadagnò la stima di personaggi come il viceré britannico Lord Curzon che lodò la sua amministrazione progressista. Fu un profondo conoscitore del sanscrito e dell'inglese.
Abdicò inaspettatamente nel 1914, secondo alcuni perché in conflitto con le autorità britanniche del British Raj, secondo altri per motivi di salute. Divenne per questo noto col soprannome inglese di His Abdicated Highness ("Sua abdicata altezza"). Morì nel gennaio del 1932 nella sua residenza estiva di Thrissur. Venne cremato con tutti gli onori.
Rama Varma XV si sposò due volte. La prima moglie morì poco dopo il loro matrimonio, mentre la sua seconda moglie fu Ittyanath Madathil Parukutty, la quale era già vedova e con un figlio che venne allevato a corte.